# Olajos kajeputfa
Az olajos kajeputfa (Melaleuca leucadendra) a mirtuszfélék családjába tartozó, Észak-Ausztráliában, Kelet-Indonéziában és Új-Guineában honos fafaj.  

## Megjelenése
Az olajos kajeputfa közepes méretű fa, 20 méter magasra is megnőhet. Vastag, papírszerűen hámló kérge többnyire fehér, de lehet krémszínű vagy rózsaszínes is. Vékony gallyai lecsüngőek. Váltakozó állású levelei 7,5-20 cm hosszúak, 0,6-4 cm szélesek, alakjuk lándzsás vagy megnyúlt tojásdad, végük kihegyesedő. A leveleket és fiatal gallyakat finom fehér szőrök borítják, de idővel lekopaszodnak. A levelek általában 5 (de néha akár 9) hosszanti érrel rendelkeznek, alakjuk gyakran ívelő, vagy akár sarlószerű.
Virágai fehér, krémszínű vagy zöldesfehér fürtökbe rendeződnek az ágak végén. A fürtök max 8 cm hosszúak, kb, 3,5 cm szélesek és 7-22 hármas virágból állnak. A szirmok 3-4 mm szélesek és a virágnyílás után hamarosan lehullanak. A porzók 5 csoportba tömörülnek, mindegyik 5-12 porzót tartalmaz. A fa az év bármely szakában virágozhat. Termése fás, 4-5 mm hosszú toktermés, amelyek a fürtök szárán laza csoportokban helyezkednek el.

## Elterjedése és élőhelye
Ausztrália északi államaiban (Nyugat-Ausztrália, az Északi terület és Queensland északi részein, valamint Új-Guineán és Kelet-Indonéziában őshonos. Délkelet-Ázsia, Afrika, Dél- és Észak-Amerika trópusi, szubtrópusi régióiba betelepítették. Általában folyóparti galériaerdőkben, átmeneti mocsarakban nő, különféle talajtípusokon. Közepesen gyorsan nő, az erdőtüzeket is képes átvészelni. 

## Taxonómia
Az olajos kajeputfa első tudományos leírását Carl von Linné adta meg 1762-ben kiadott Species Plantarum-ában; ekkor a Myrtus leucadendra nevet adta neki. Linné leírása a német Georg Eberhard Rumphius 1741-es közleményén alapult, aki a Holland Kelet-indiai Társaság alkalmazottjaként Indonéziában találkozott a fajjal. Linné később rájött a kajeputfa kilóg a többi Myrtus-faj közül és 1767-ben kiadott Mantissa plantarum-ában már külön nemzetséget hozott létre a számára, a Melaleucá-t; ennek első faja az Indonéziában talált M. laucadendra volt, bár mint később kiderült, a genus legtöbb tagja csak Ausztráliában honos. 
Tudományos fajneve a leucodendra a fehér jelentésű leukosz (λευκός) és a fát jelentő dendron (δένδρον) görög szavakból tevődik össze. Közeli rokonai (pl. M. cajuputi, M. quinquenervia, M. linariifolia, M. viridiflora) külsőre igen hasonlítanak hozzá. Magyar neve a fa indonéziai nevéből (kayu putih) származik.

## Felhasználása
Az ausztrál őslakosok a fa kérgének csíkjait felhasználták a kunyhóépítéshez, ebbe csomagolták az ételt mielőtt földbe vájt kemencében megsötütteék, illetve ezekkel pólyálták be halottaikat is. A nagy fák kérgéből csónakot készítettek. A szétnyomott leveleket köhögés ellen használták, a virágokból édes italt készítettek.
A kajeputfa kedvelt díszfa Ausztrália, illetve a világ trópusi, szubtrópusi régióinak parkjaiban, kertjeiben. Napos helyet igényel, de jól bírja a vizenyős, tápanyagszegény talajt. Kemény, nehéz fáját építési célokra, karóknak, oszlopoknak, faforgácsként használják fel.
Leveleiből és friss gallyaiból illóolajok vonhatók ki, amelyek többek között metil-eugenolt és E-metil-isoeugenolt tartalmaznak. Az olajat ételek ízesítésére használják, de gyógyhatással is rendelkezik: görcsoldó és féregűző, emellett enyhítheti a hörghurut, köhögés, megfázás, gyomorfertőzés, köszvény, fogfájás, bőrbetegségek tüneteit. Szappanok, parfümök, rovarriasztók összetevője is lehet. A termésből és a levelekből teát készítenek.

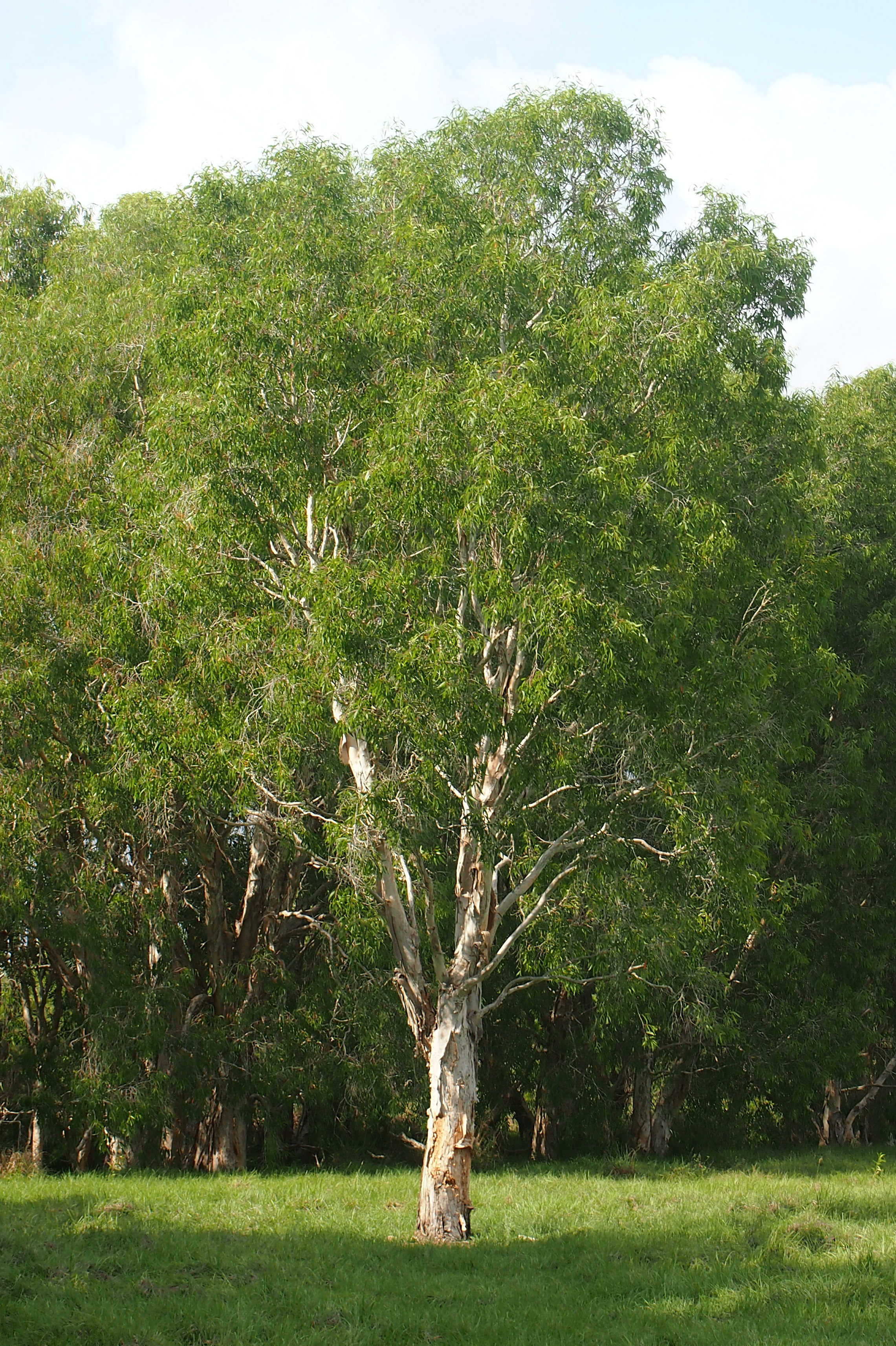
A fa habitusa
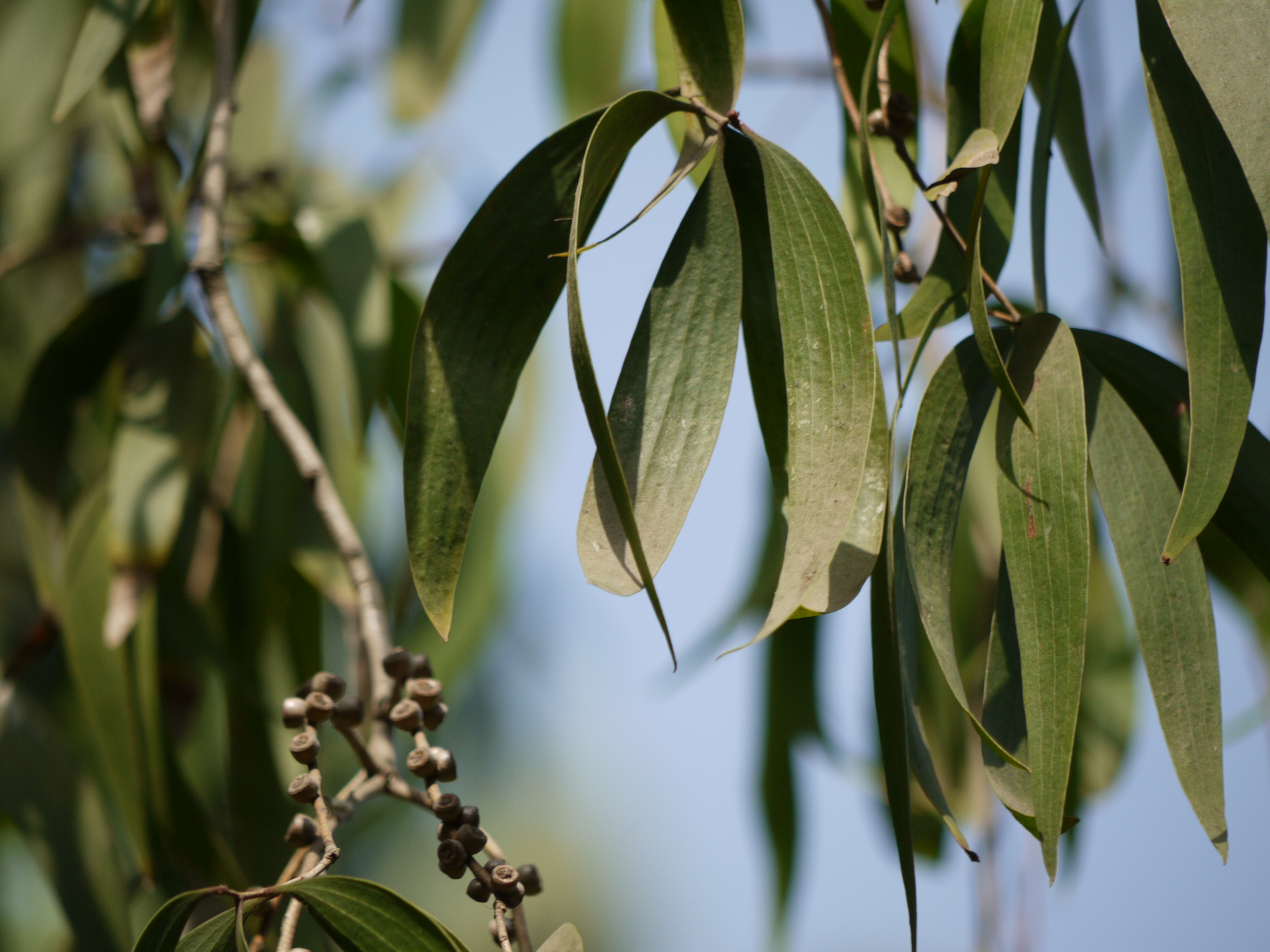
Levelei
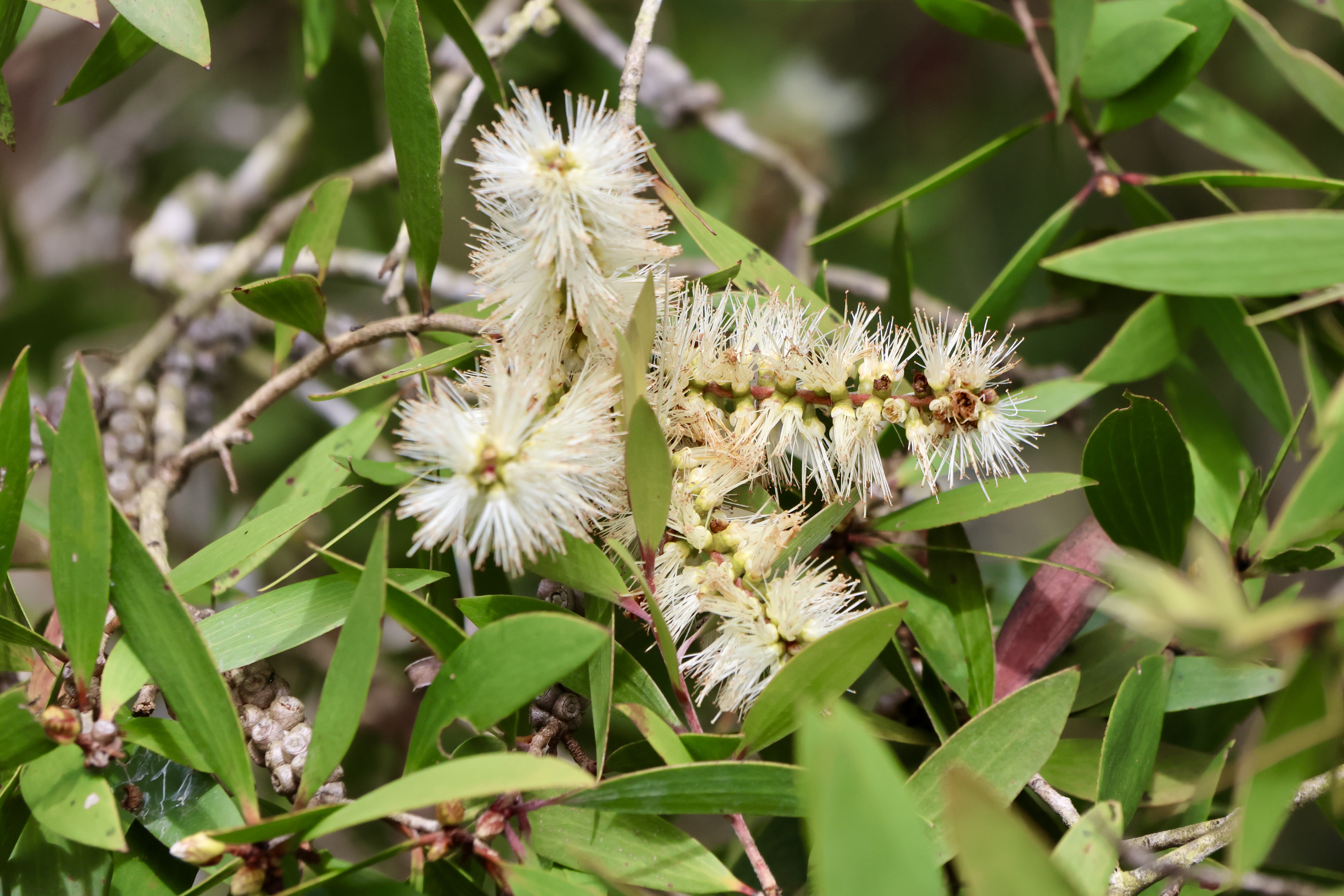
Virágai
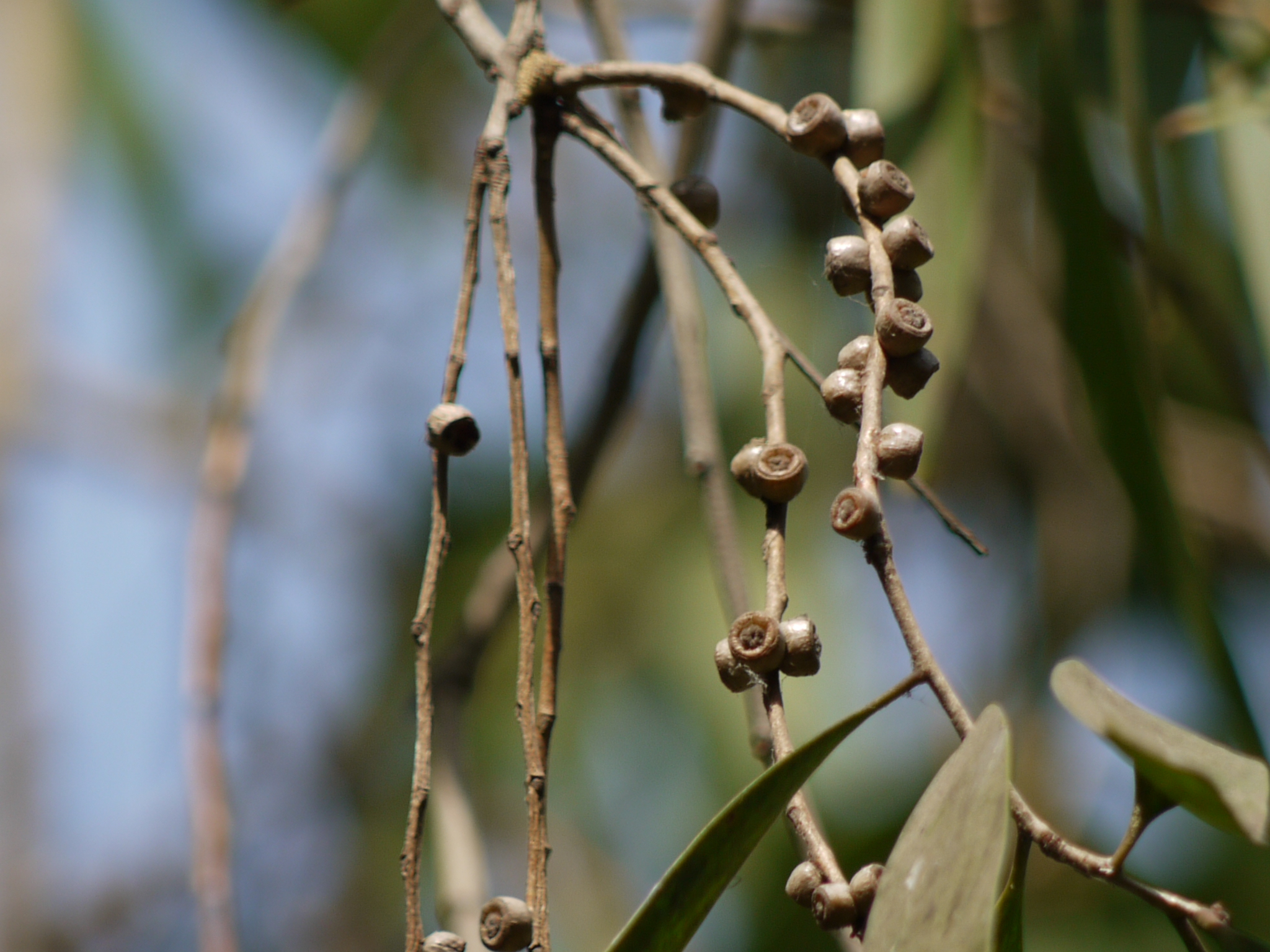
Termése
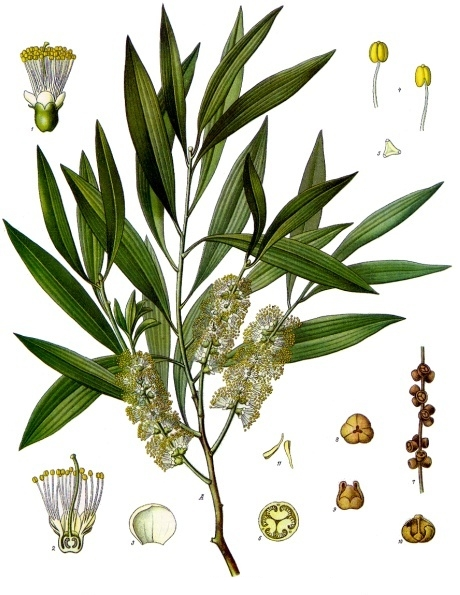
Botanikai illusztráció

## Fordítás
- Ez a szócikk részben vagy egészben  a   Melaleuca leucadendra című angol Wikipédia-szócikk ezen változatának fordításán alapul.  Az eredeti cikk szerkesztőit annak laptörténete sorolja fel. Ez a jelzés csupán a megfogalmazás eredetét és a szerzői jogokat jelzi, nem szolgál a cikkben szereplő információk forrásmegjelöléseként.